# 14576 Jefholley
14576 Jefholley este un asteroid din centura principală de asteroizi.

## Descriere
14576 Jefholley este un asteroid din centura principală de asteroizi. A fost descoperit pe 28 august 1998 la Socorro, New Mexico, în cadrul proiectului LINEAR. Asteroidul prezintă o orbită caracterizată de o semiaxă mare de 2,31 ua, o excentricitate de 0,12 și o înclinație de 2,4° în raport cu ecliptica.